# Verisk Analytics
Verisk Analytics, Inc. (NASDAQ: VRSK

) er en amerikansk multinational dataanalyse- og risikovurderingsvirksomhed, som er baseret i Jersey City, New Jersey. Virksomhedens konsulentservices er målrettet kunder indenfor forsikring, financiel service, naturressourcer og den offentlige sektor.
I 2009 blev virksomheden børsnoteret på Nasdaq.
Verisk's datterselskab Insurance Services Office (ISO) blev etableret i 1971 ved en fusion imellem flere forsikringsrating-bureauer. Af øvrige væsentlige datterselskaber kan nævnes AIR Worldwide, Maplecroft og Xactware.